# باب المدينة (سور جدة)
باب المدينة أحد أبواب سور جدة الثمانية، يقع باب مكة في منطقة جدة التاريخية وسط مدينة جدة غرب المملكة العربية السعودية، يقع باب المدينة أمام حديقة مقر القائم في حارة الشام، والذي هدم في تاريخ لاحق، وهو المواجه لبيت باجنيد من جهة الشرق والذي عرف في ذلك الوقت باسم بيت أمريكاني لأنه كان مقرا وسكنا لمندوب شركة كاسوك (أرامكو فيما بعد)، ويفصل بين الحديقة والبوابة شارع عريض أصبح فيما بعد جزء من شارع الملك عبد العزيز الدائري.
كان باب المدينة يستخدم للوصول إلى القشلة وهي الثكنة العسكرية القائمة حتى يومنا هذا، وللمسافرين إلى المدينة المنورة والقادمين منها، وكذلك للمسافرين إلى مكة المكرمة والقادمين منها، وذلك لتعذر انتقال القوافل من المنطقة الغربية لمدينة جدة إلى باب مكة، كما كان باب المدينة يستخدم لمرور العربات المحملة بالحجارة المستخرجة من المناقب الواقعة شمال مدينة جدة والطين المستخرج من البحر أو ما أصبح يعرف ببحيرة الأربعين، والمستخدم في بناء بيوت جدة في ذلك الوقت.